# Котлета

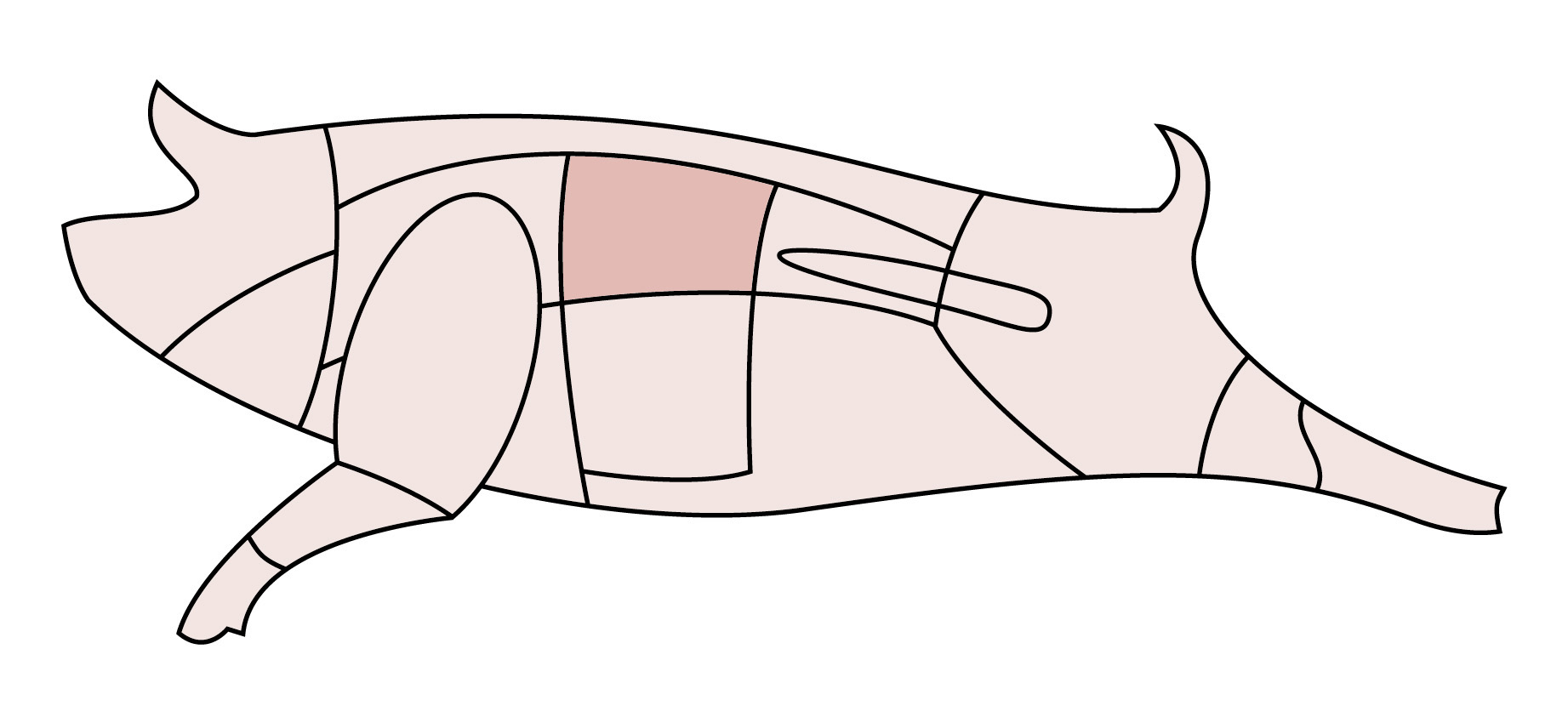
Котлетна частина свинячої туші

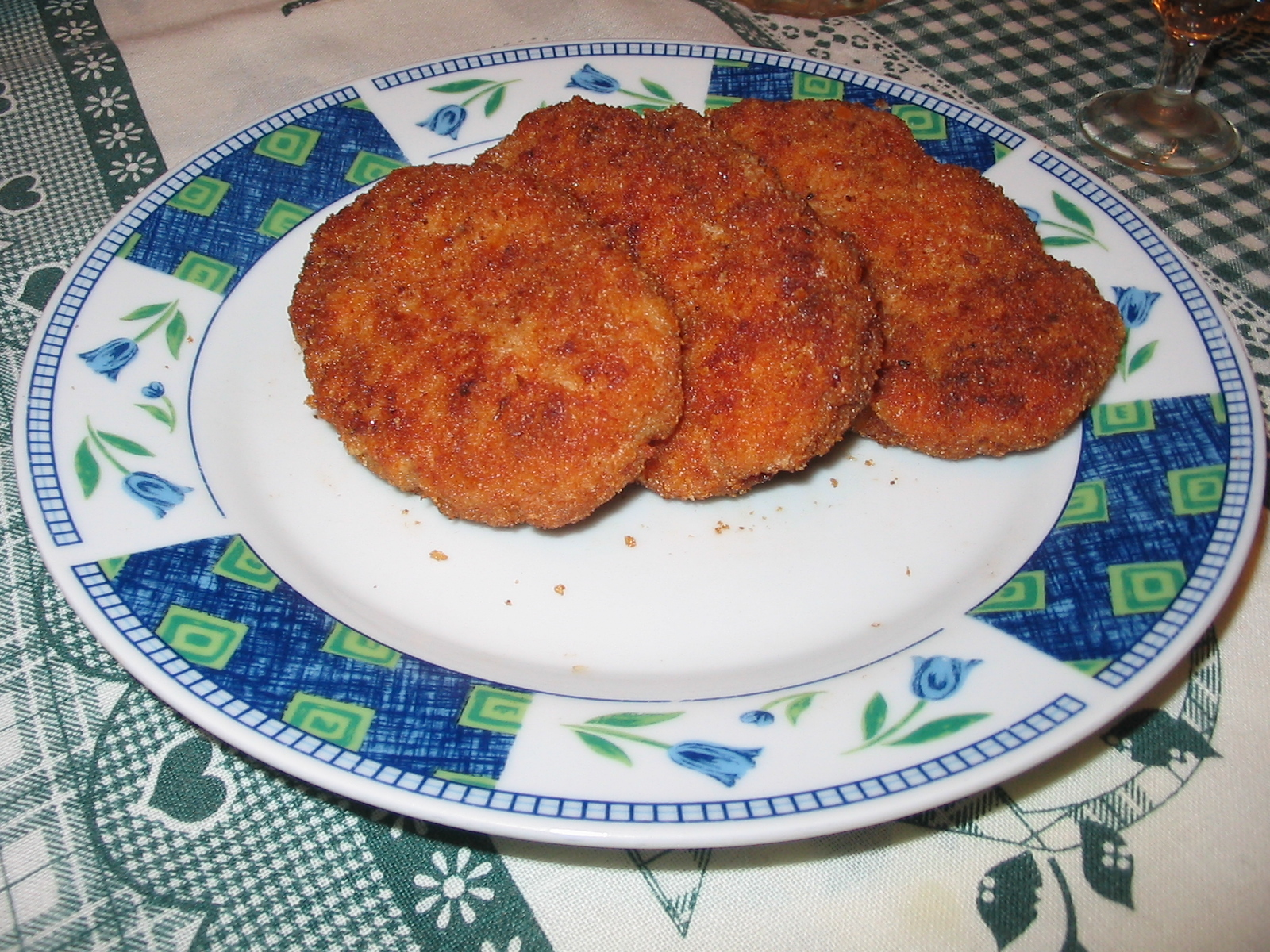
Котлети з меленого м'яса

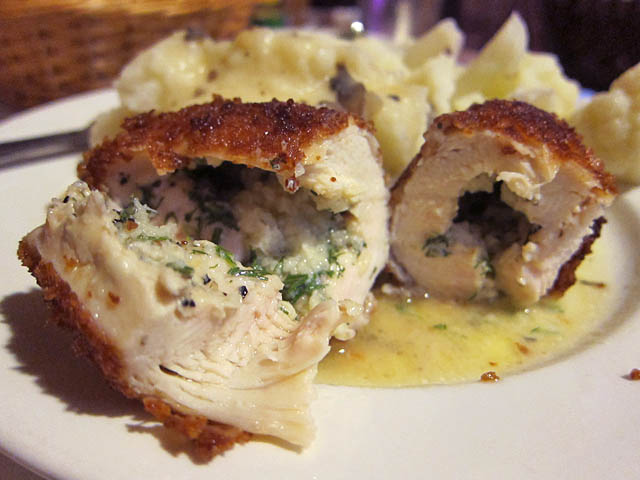
Котлета по-київськи, виготовлена з філе курки

Котле́та (фр. côtelette, від côtele — ребристий), січе́ник — страва, виготовлена з м'яса, риби чи фаршу, до складу якого також входять цибуля, хлібний м'якуш, яйця, сир; різноманітні овочі та городина, гриби, чи м'ясо, нарізане з половини реберної частини корейки, яка прилягає до ниркової частини, 3 13-го по 6-е ребро — вирізки з реберною кісточкою (котлета з ручкою) та жировими прошарками, панірованої в сухарях та обсмаженої на жирі.
Котлети можуть містити різноманітну начинку.
З цілого шматка м'яса готують відбивні котлети та «котлети по-київськи» з начинкою зі шматочка вершкового масла.
Котлети з вирізки виробляють відбитими або ні.
Котлети, вироблені з фаршу, мають овально-довгасту та приплюснуту з загостреним одним кінцем форму, крім обсмажування можуть готуватися на парі (парові котлети).

## Вегетаріанські котлети

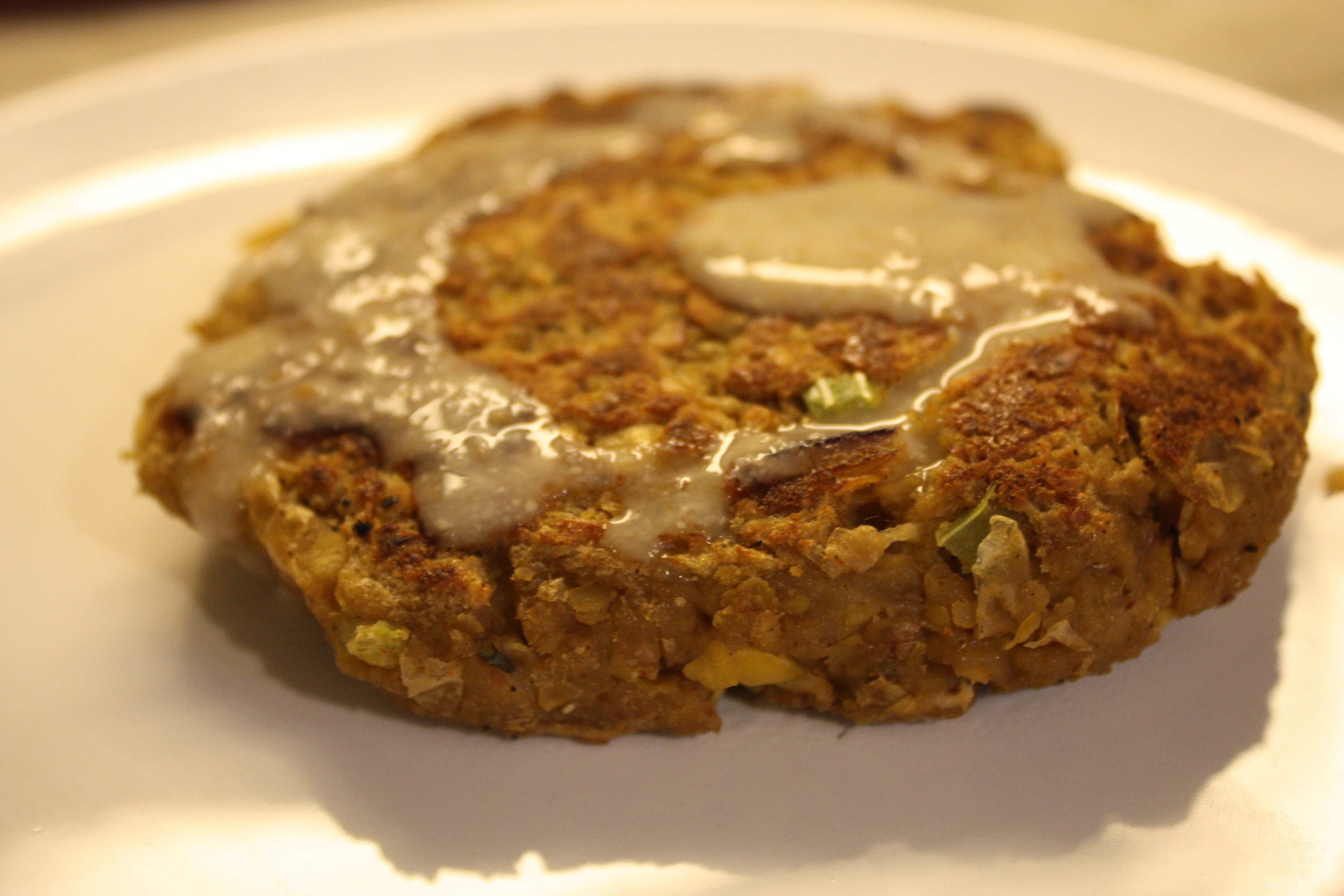
Веганська котлета із нуту, Остін (Техас), США
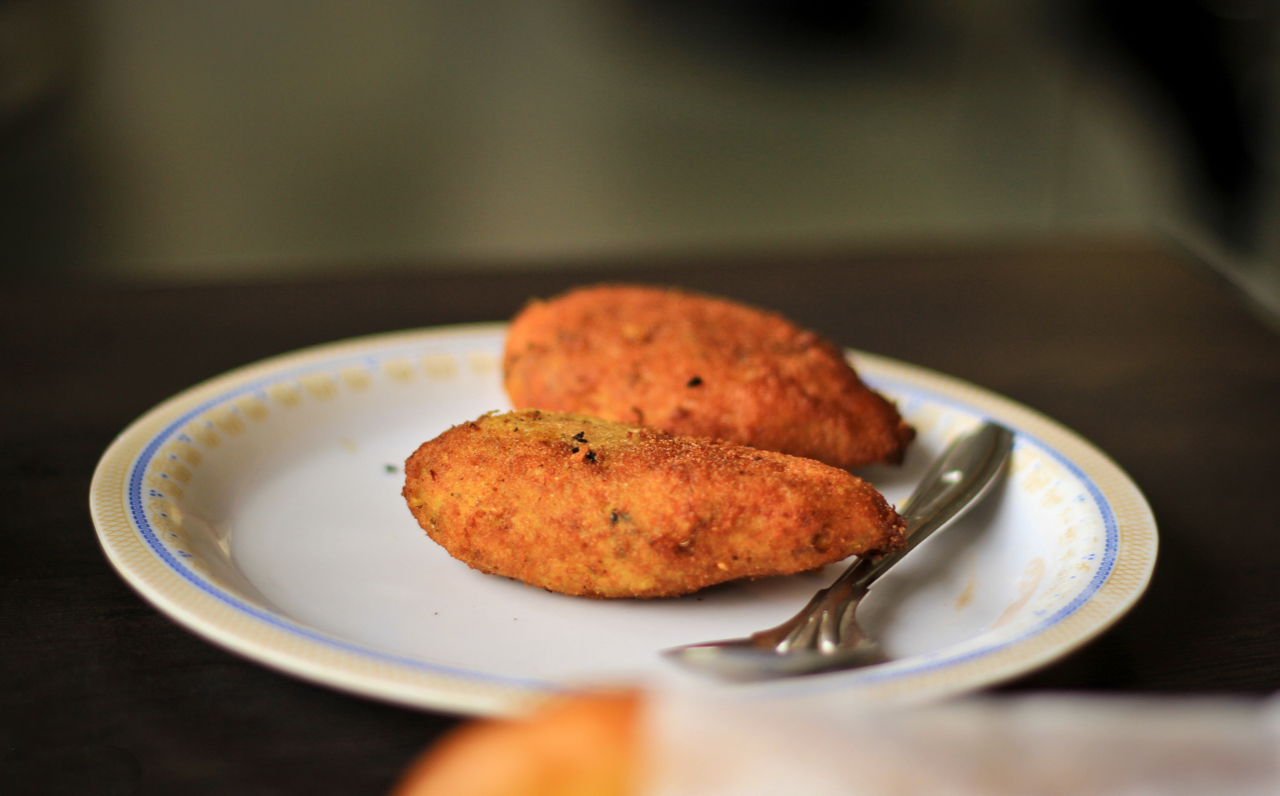
Овочева котлета, Індія
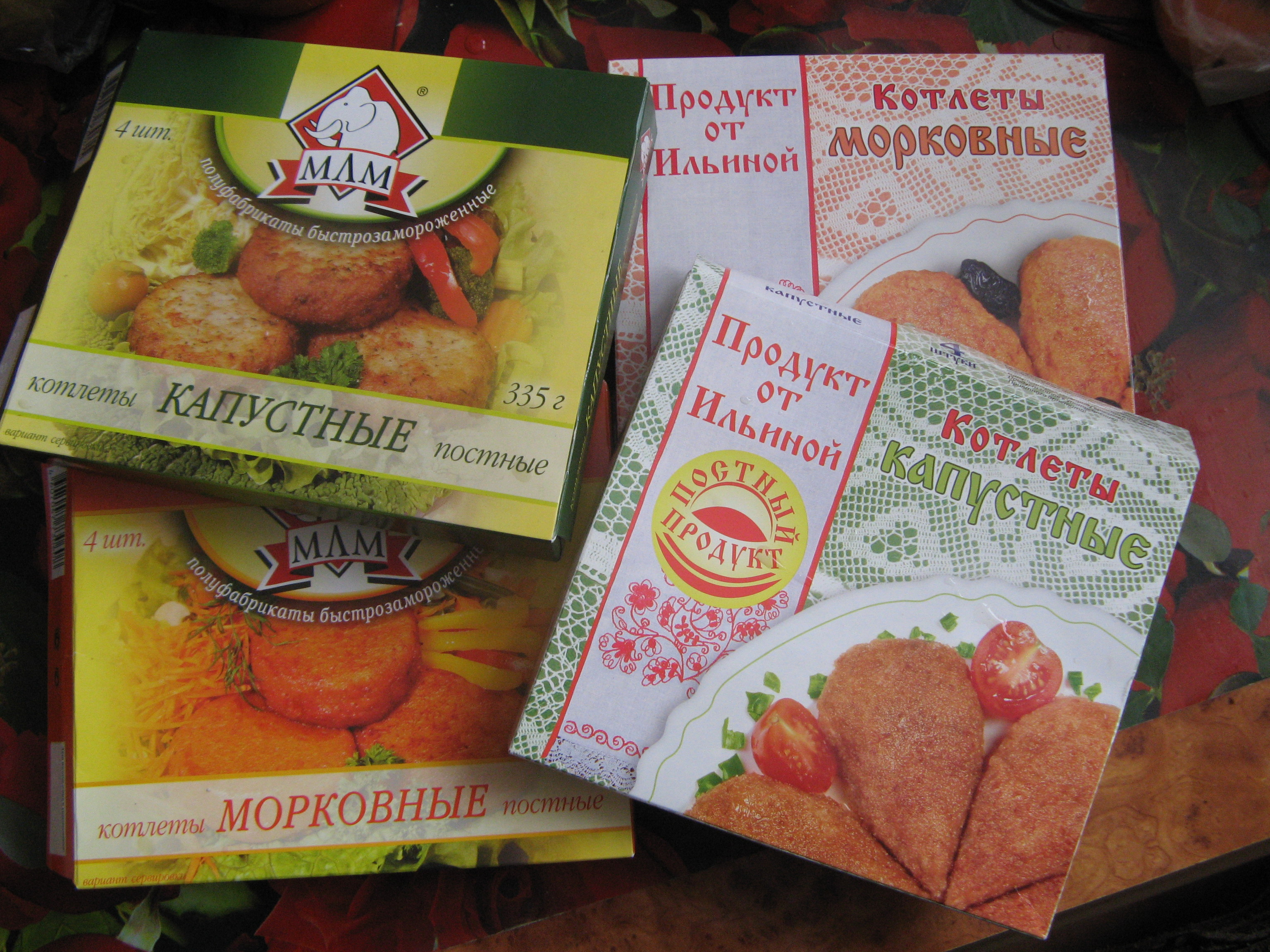
Капустяні і морквяні котлети заморожені, Росія
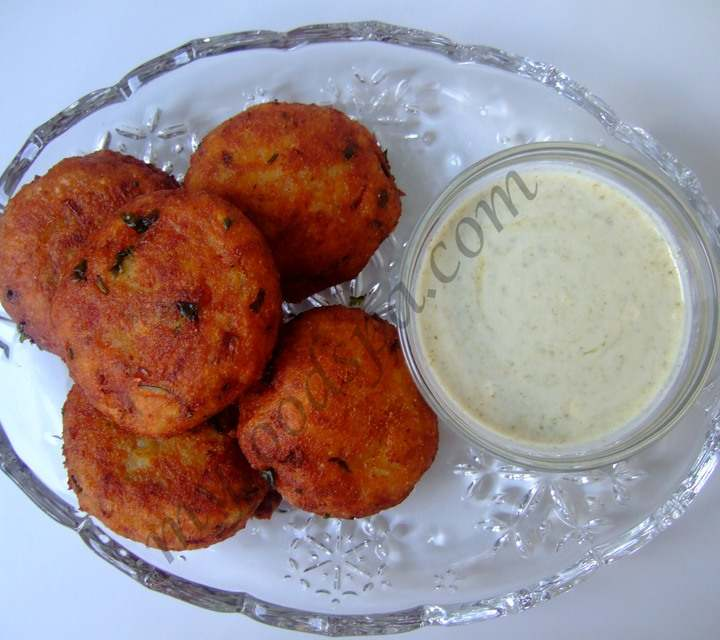
Aloo Tikki, з індійської "картопляні котлети"
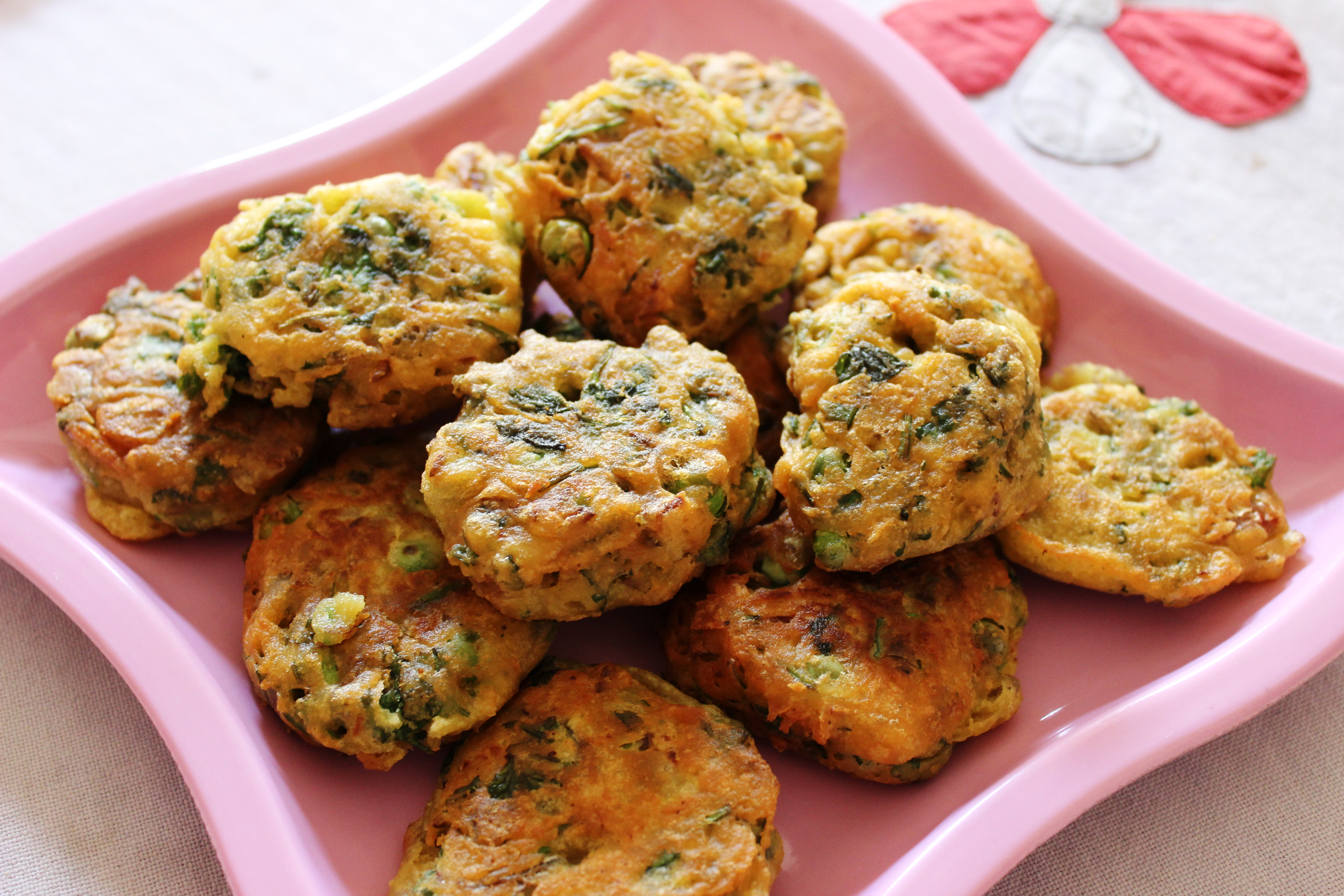
Котлети з коріандром, Індія
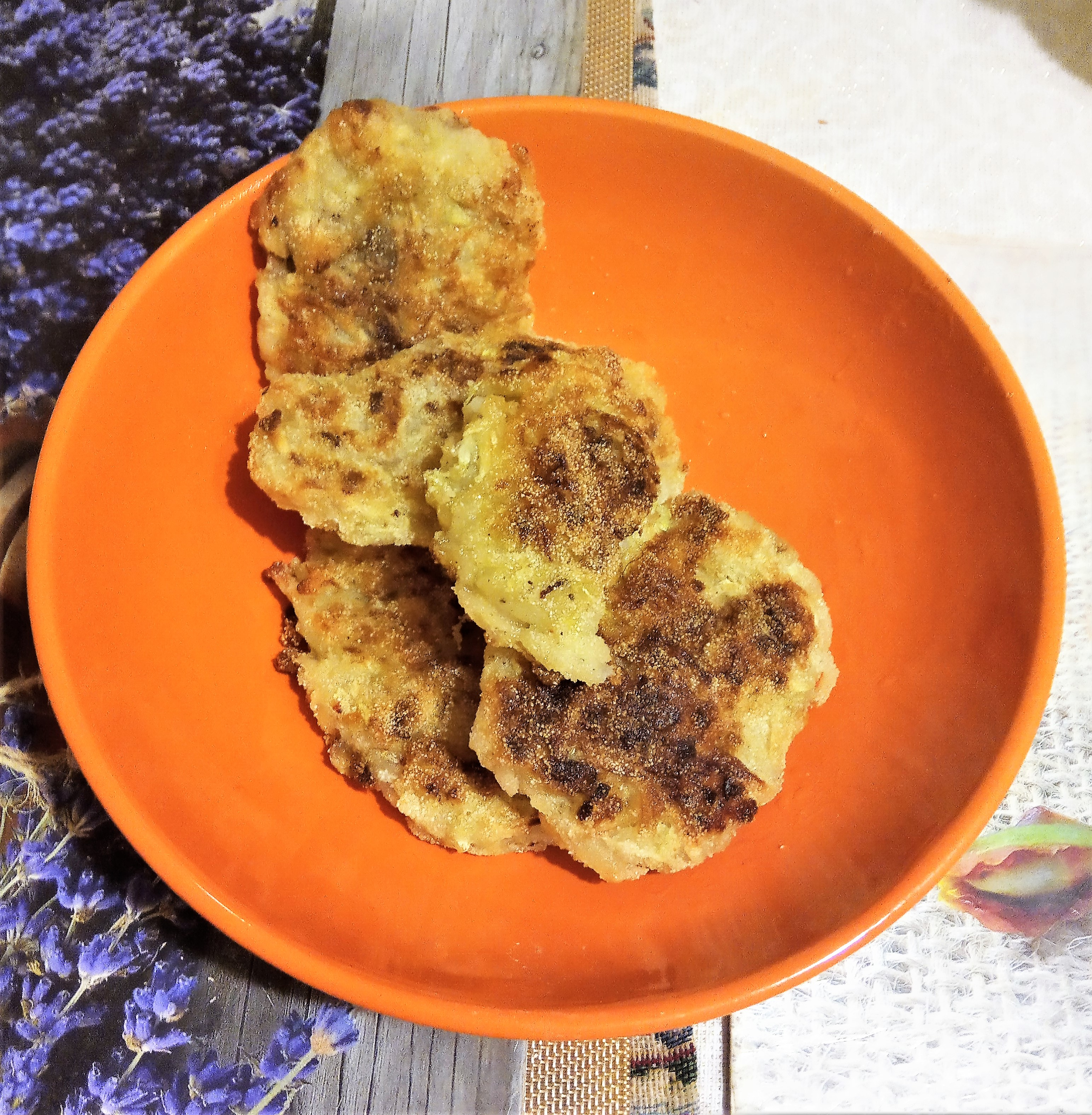
Котлети з борошна, манки та кабачків, Україна
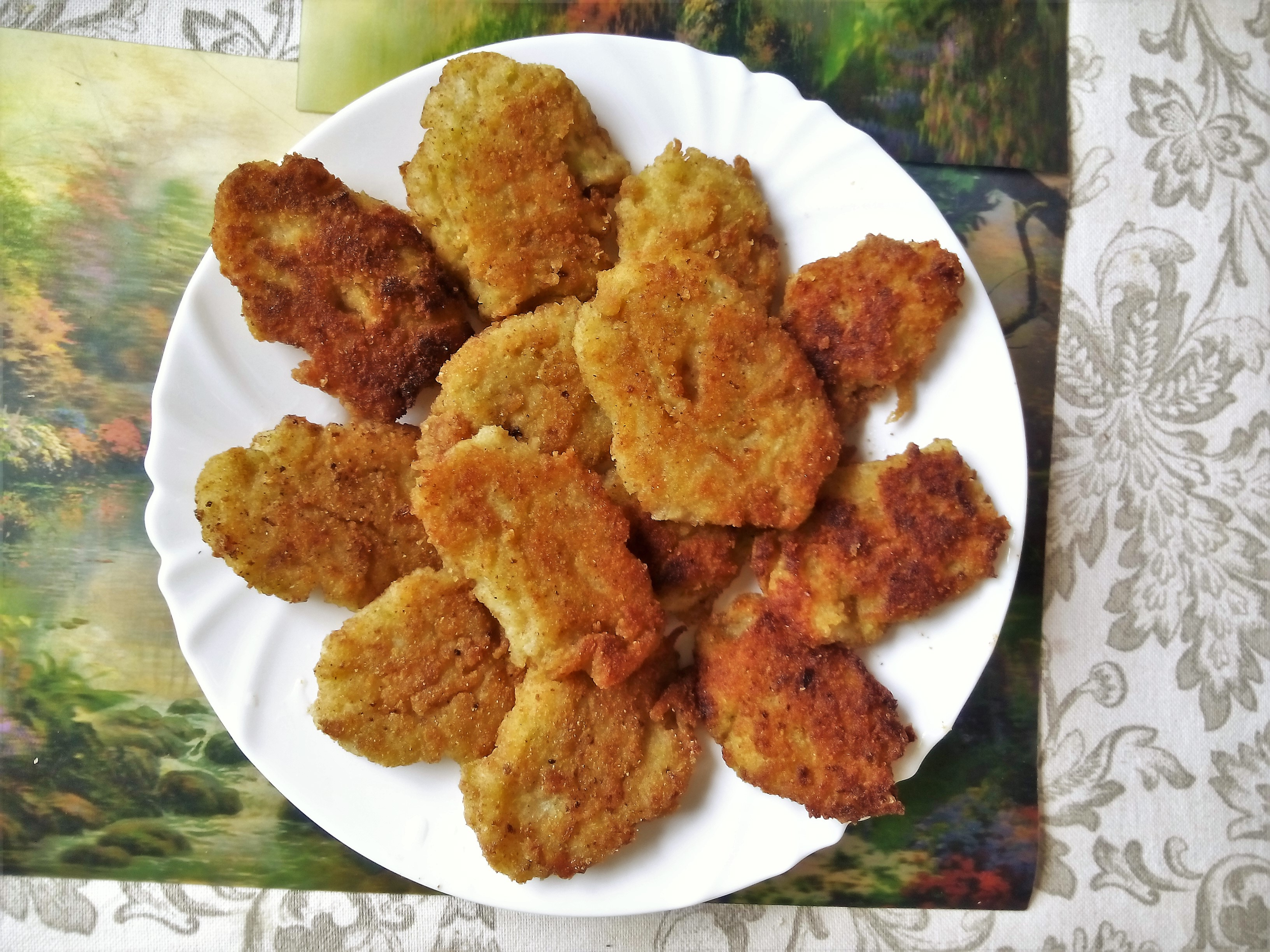
Вегетаріанські котлети з капусти і манки. Чернігів, Україна, 2017

Із поширенням вегетаріанства почали готувати вегетаріанські котлети. В Україні такі котлети почали готували масово десь із початку 2000-х років. Трохи пізніше почали готувати і веганські котлети. Найчастіше замість м'яса беруть якусь крупу (гречку, пшеницю, манку, горох, сочевицю тощо), горіхи або капусту (моркву). Щоб надати смак котлеті, використовують різноманітні спеції — чорний перець, карі тощо.

## Галерея

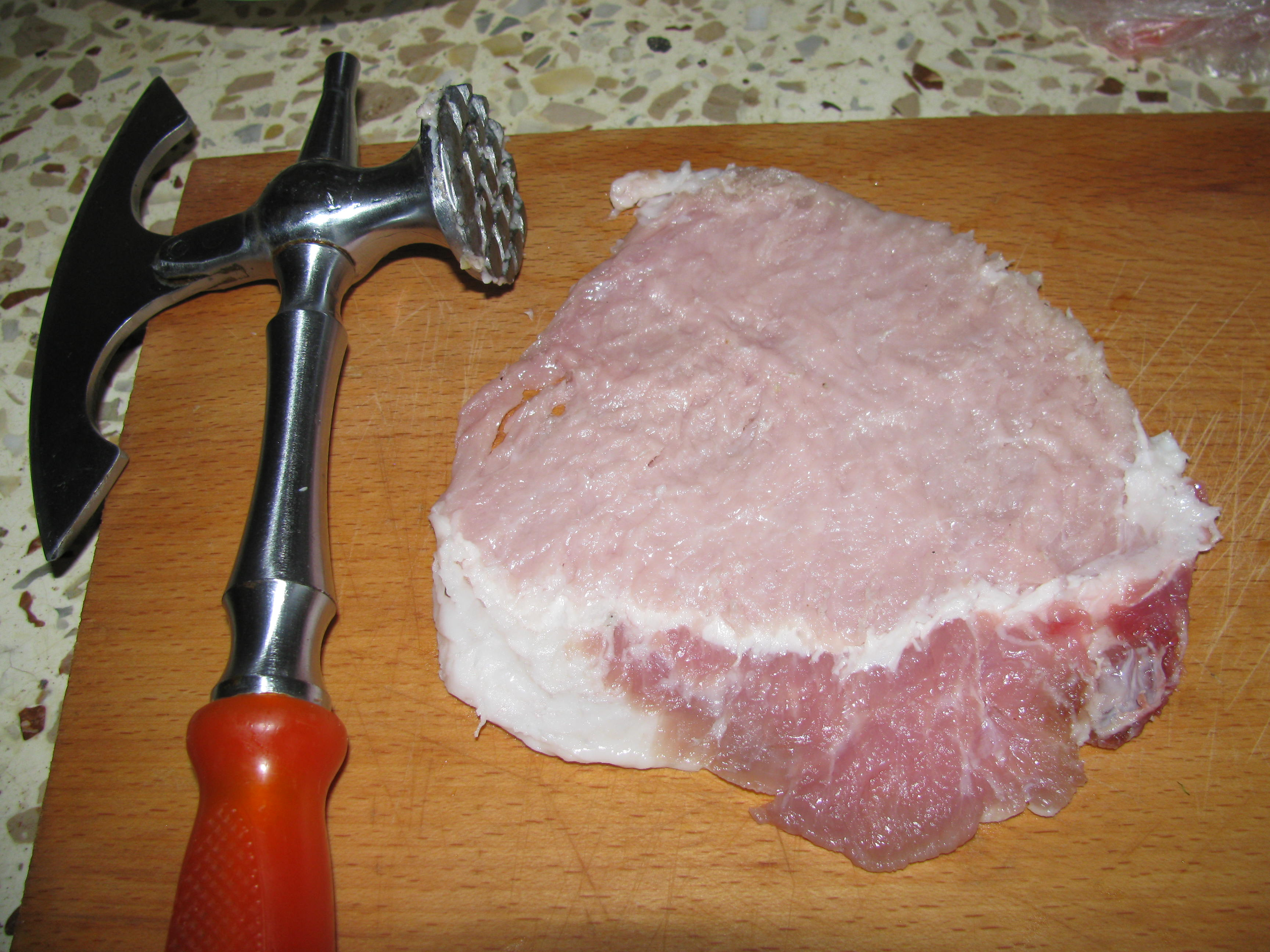
Плястерок відбитої свинної вирізки
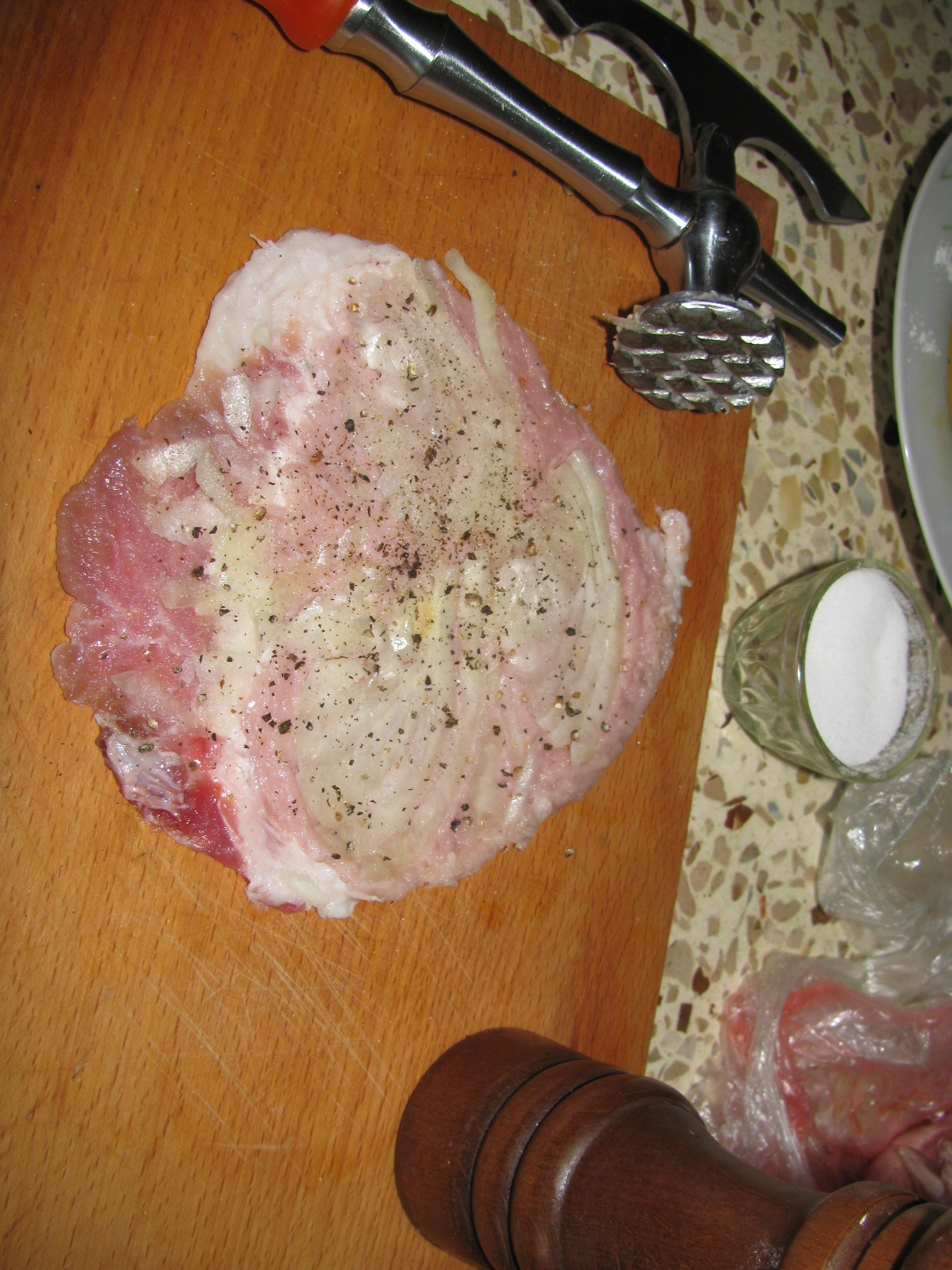
Котлета відбивна з начинкою із цибулі та спеціями, сіллю і перцем
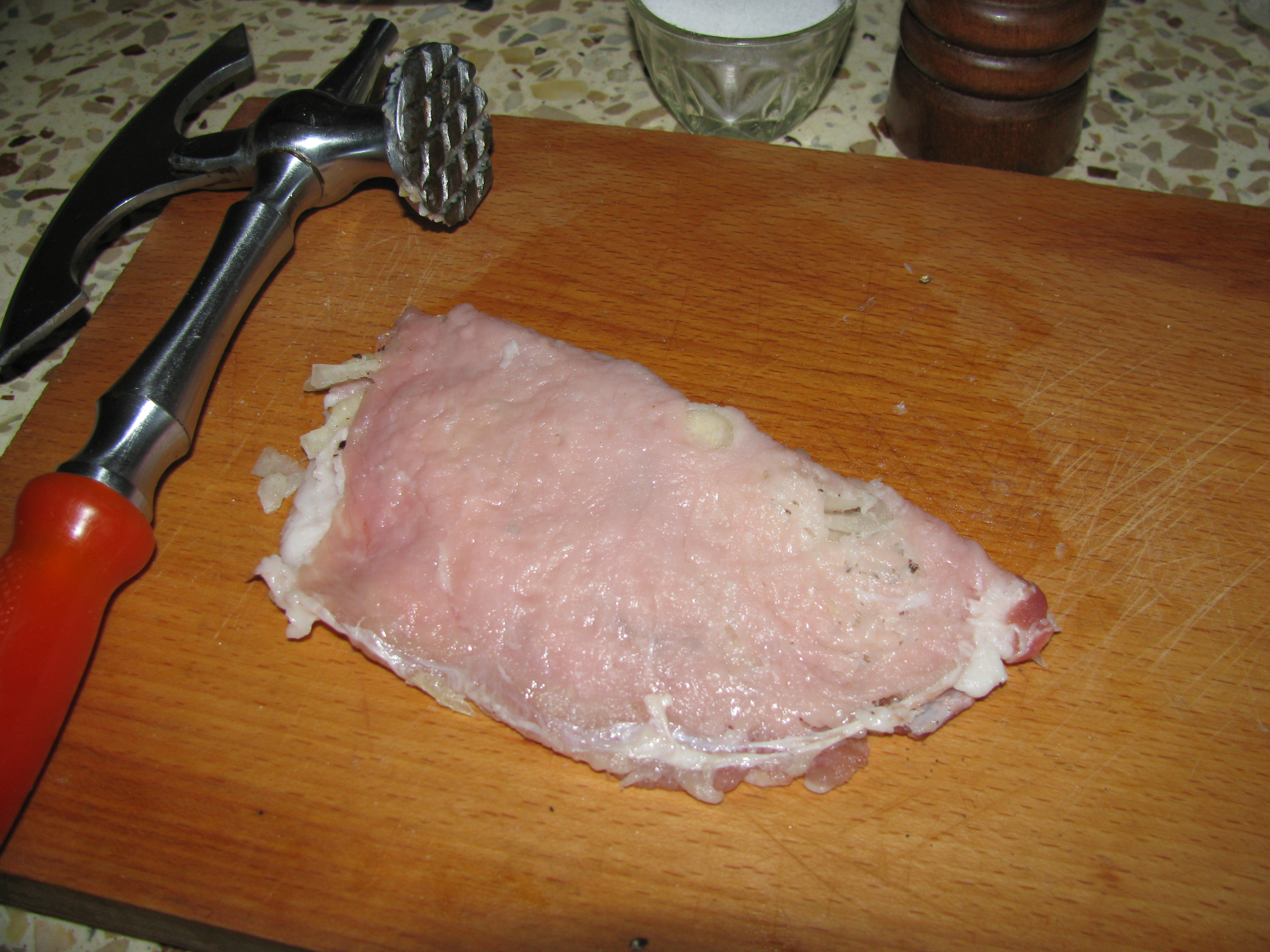
Котлета відбивна, складена вдвоє
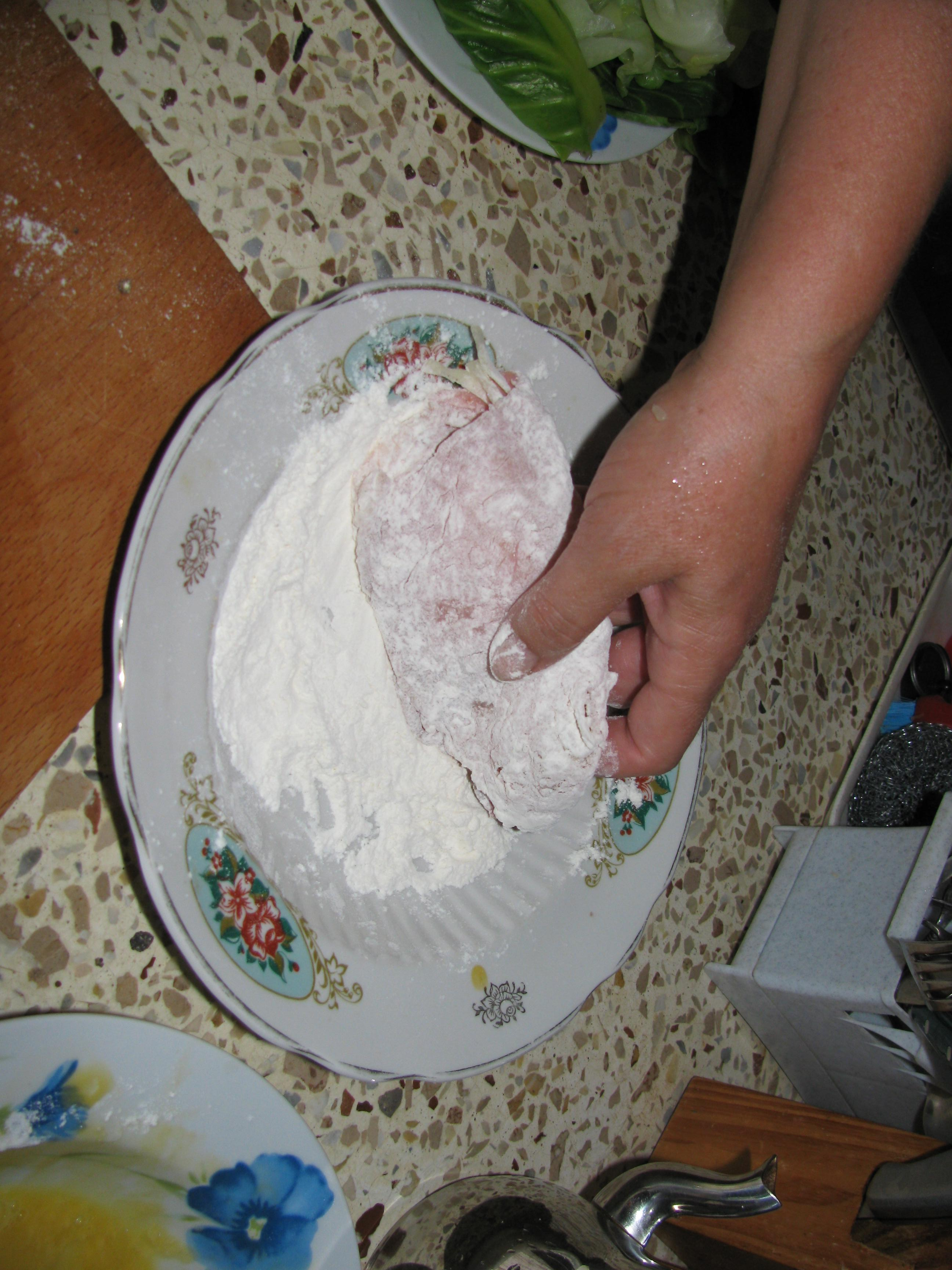
Котлета відбивна панірована в борошні
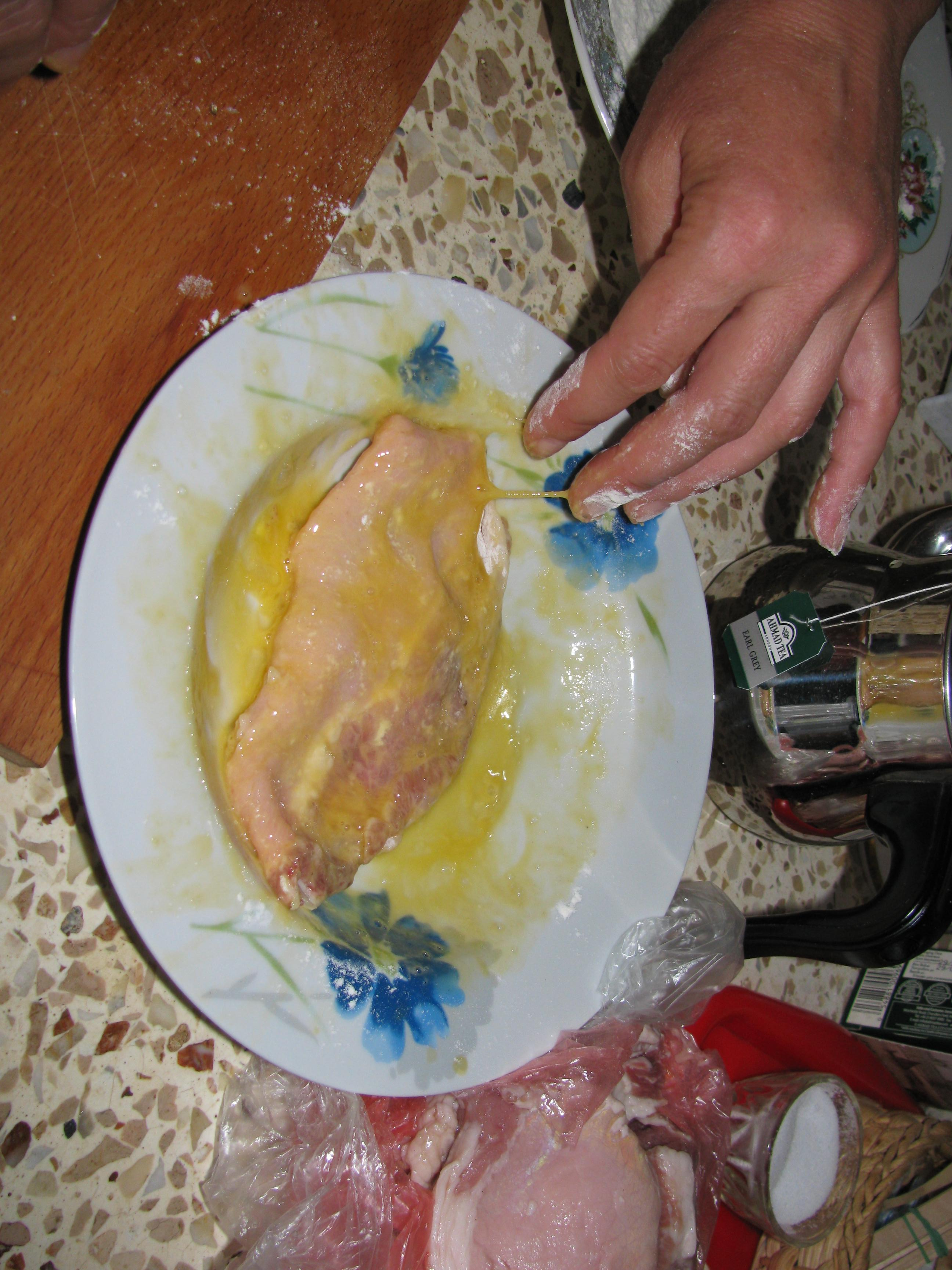
Котлета відбивна змочена в збитому яйці
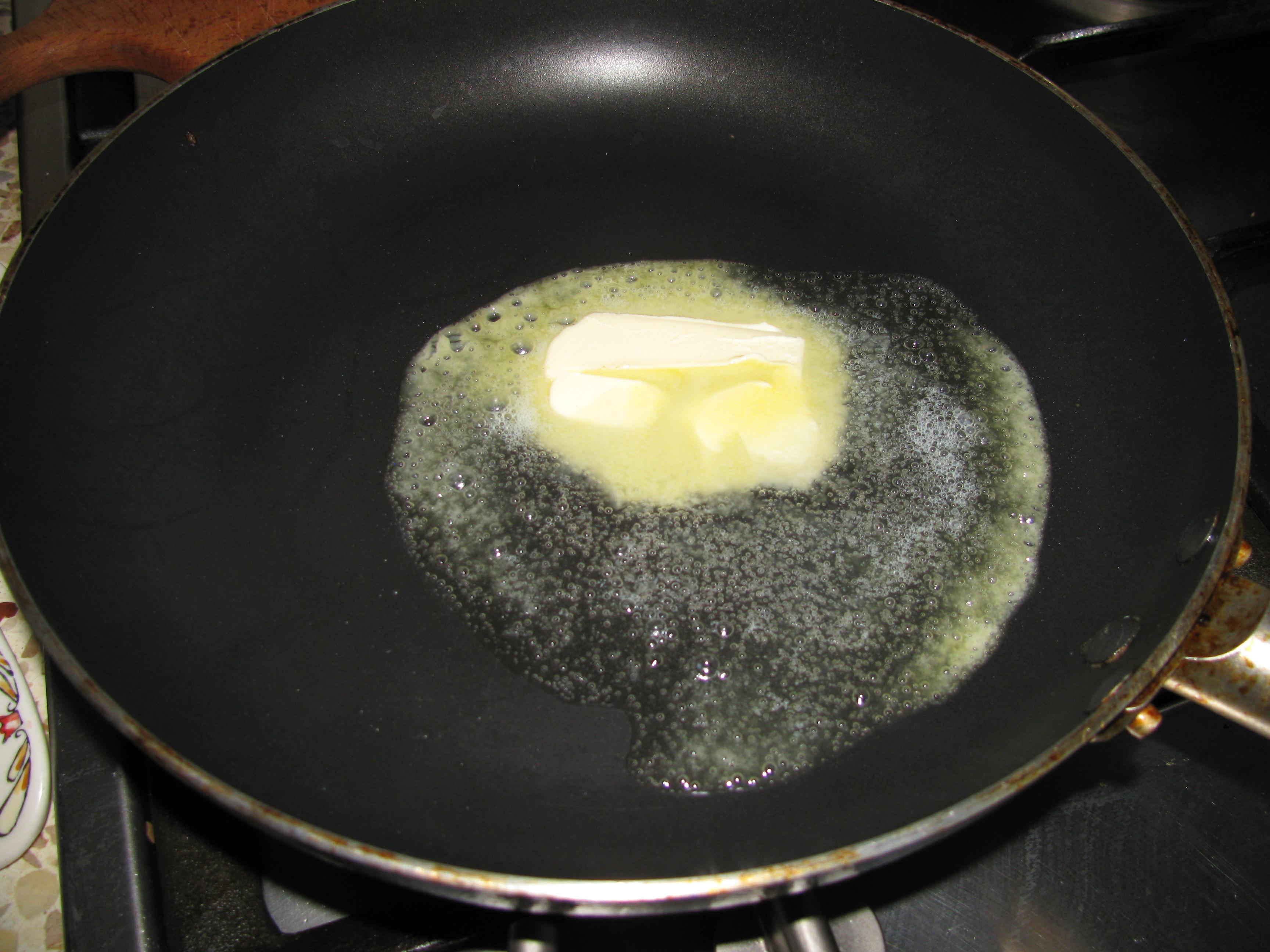
Суміш соняшникової олії та вершкового масла для обсмажування відбивної
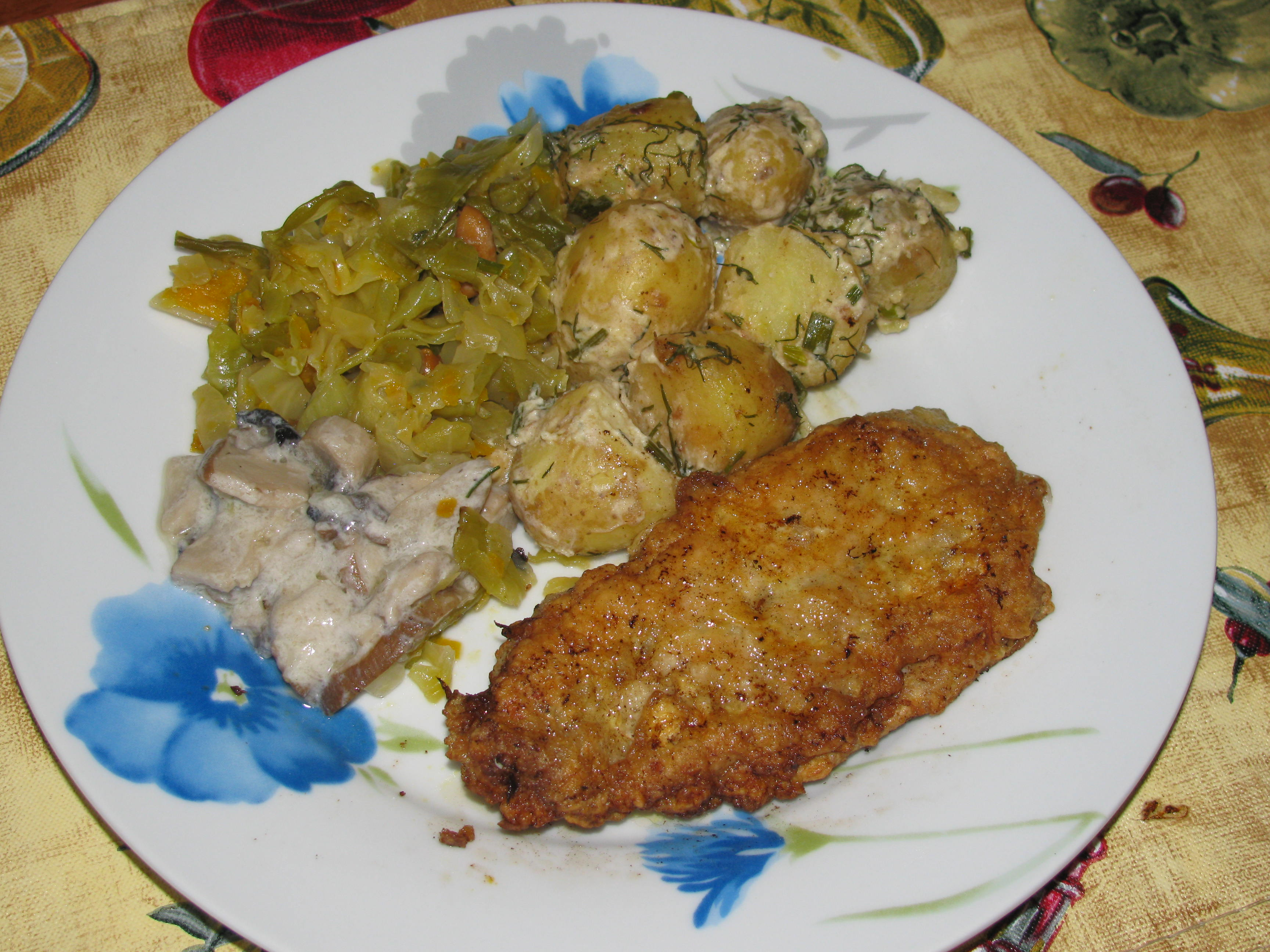
Котлета відбивна з гарніром